# Siriu (gmina)
Siriu – gmina w Rumunii, w okręgu Buzău. Obejmuje miejscowości Caşoca, Colțu Pietrii, Gura Siriului, Lunca Jariștei i Mușcelușa. W 2011 roku liczyła 3211 mieszkańców.